# Yttersby, Östhammar kommun
Yttersby är ett samhälle som ligger på Söderön i Östhammars kommun. Yttersby består främst av fritidshus men det finns även några få permanentbostäder.